# La Penne-sur-l'Ouvèze
La Penne-sur-l'Ouvèze là một xã thuộc tỉnh Drôme trong vùng Auvergne-Rhône-Alpes ở đông nam nước Pháp. Xã La Penne-sur-l'Ouvèze nằm ở khu vực có độ cao từ 296-1041 mét trên mực nước biển.